# Ditmar-díj
A Ditmar-díjat az ausztrál Hugo-díjnak is nevezik. Hivatalos elnevezése:  "Australian Science Fiction Achievement Award". Az évente megrendezésre kerülő országos találkozó (Australian National Science Fiction Convention - a "Natcon") vendégei ítélik oda, több kategóriában 1969 óta.

## Kategóriák
- Best Novel
- Best Novella or Novelette
- Best Short Story
- Best Collected Work
- Best Artwork
- Best Fan Writer
- Best Fan Artist
- Best Fan Production
- Best Fanzine
- Best Professional Achievement
- Best Fan Achievement
- Best New Talent

## Fordítás
- Ez a szócikk részben vagy egészben  a   Ditmar_Award című angol Wikipédia-szócikk fordításán alapul.  Az eredeti cikk szerkesztőit annak laptörténete sorolja fel. Ez a jelzés csupán a megfogalmazás eredetét és a szerzői jogokat jelzi, nem szolgál a cikkben szereplő információk forrásmegjelöléseként.